# (アイム・ゴナ)ラヴ・ミー・アゲイン
「(アイム・ゴナ)ラヴ・ミー・アゲイン」（"(I'm Gonna) Love Me Again"）は、2019年の伝記映画『ロケットマン』の楽曲である。エルトン・ジョンとバーニー・トーピンにより作曲され、ジョンとタロン・エガートンによって歌われた。公式ミュージックビデオにはジョンの初期のキャリアのアーカイヴ映像と映画のシーンが使われている。楽曲は第77回ゴールデングローブ賞主題歌賞や第25回クリティクス・チョイス・アワード歌曲賞、第92回アカデミー賞歌曲賞を受賞した。
2019年5月16日にBBCラジオ2で初配信された。